# Кандым-Хаузак-Шады
Кандым-Хаузак-Шады — нефтегазовый проект в Узбекистане. Начальные запасы проекта составляют 93,23 млн тонн нефти. Проектная добыча газа должна составить 11 млрд м³. В проект входят такие нефтегазовые месторождений, как Кандым и Хаузак-Шады.
Соглашение по проекту Кандым-Хаузак-Шады было подписано 16 июня 2004 года в присутствии Президента России В. В. Путина и Президента Узбекистана И. А. Каримова. В ноябре 2007 года газовый промысел Хаузак был торжественно введён в эксплуатацию. Месторождения Кандым и Хаузак-Шады расположены в непосредственной близости от узбекско-туркменской границы.
Оператором проекта является российская компания Лукойл (90 %). Другой участник проекта Узбекнефтегаз (10 %).